# 85 Sky Tower
85 Sky Tower (kinesiska: 高雄85大樓; pinyin: Gāoxióng 85 Dàlóu; Pe̍h-ōe-jī: Ko-hiông 85 Tōa-lâu), tidigare känt som T & C Tower eller Tuntex Sky Tower, är en skyskrapa med 86 våningar i Lingya District, Kaohsiung, Taiwan. 
Byggnaden är 347,5 m hög. Räknar man med antennen högst upp på byggnaden ökar höjden till 378 m. Byggd från 1994 till 1997 av den nu nedlagda Tuntex Group, är det den högsta byggnaden i Kaohsiung och den 2:a högsta i Taiwan efter Taipei 101.
År 2023 är byggnaden nästan helt obebodd med undantag för ett fåtal bostadsrätter (några uthyrda i andra hand som korttidsuthyrning) och kontor mellan våning 12 till 35. Många våningar har inte använts under lång tid, och deras förhållanden har förslummats. När byggnaden först öppnade inrymde den en gång ett varuhus, en nöjespark inomhus, femstjärnigt hotell, utsiktsplats, grill och disco, VIP-klubb och spa och andra bekvämligheter.
Byggnaden ritades av C.Y. Lee & Partners och Hellmuth, Obata & Kassabaum, och har en ovanlig utformning med två separata 39-våningssektioner, som smälter samman till ett centralt torn som stiger till en spira. Denna unika design lämnar ett stort utrymme under den centrala delen av tornet. Designen inspirerades av det kinesiska tecknet KAO (高) som betyder lång, och även en del av stadens namn. John W. Milton var projektledare på uppdrag av Turner International Inc. (New York), ett dotterbolag till Turner Construction.
Det finns ingen 44:e våningen i byggnaden (på grund av tetrafobi), så den 43:e våningen ansluter direkt till 45:e våningen. Den 57:e våningen, en mekanisk våning, är numrerad 57A. Den pyramidformade kronan motsvarar tre våningars höjd och marknadsförs därför som 83–85 för att komma fram till ett runt tal. Det finns ingen hiss till våningar över 80.

## Hyresgäster
Våning 34 och 35 hyrs för närvarande av Look Hotel Group (kinesiska: 樂活商旅租). 85 Sky Tower Hotel (upphört med verksamhet) (kinesiska: 君鴻國際酒店) upptar våningarna 37 till 85, och det äger utsiktsplatsen. Kontorsutrymmen och studiolägenheter upptar var sida av de nedre våningarna.
Det finns ett atrium som sträcker sig från våning 45:s Shimmer Ballroom (sedan 2015 är hela våningen mörk och obebodd) till nivå 83; det är ett av världens högsta sammanhängande atrium.

## Våningar
Följande beläggning tycks gälla för 2023:
- 83-85: Mekanisk utrustning
- 81: Radiostation
- 77-79: Palace VIP Private Club & Spa (verksamhet upphört)
- 76: Sexy Disco Bar (verksamhet upphört)
- 75: Teppanyaki restaurang (verksamhet upphört)
- 74: Utsiktsplats (verksamhet upphört)
- 71-73: outhyrd
- 46-70: Gästrum (verksamhet upphört)
- 43-45: Mötesrum och balsalar (ingen 44:e våning) (verksamhet upphört)
- 38-42: Hotelfaciliteter (verksamhet upphört)
- 13-35: Kontor och bostadsrätter
- 12: Nikko Plaza (sky lobby för kontor och lägenheter)
- 8-11: Chien-Tai inomhus nöjespark (verksamhet upphört)
- B1, 2-7: Chien-Tai Daimaru varuhus (verksamhet upphört)
- 1: Lobby
- B5-B3: Parkeringsgarage

## Galleri

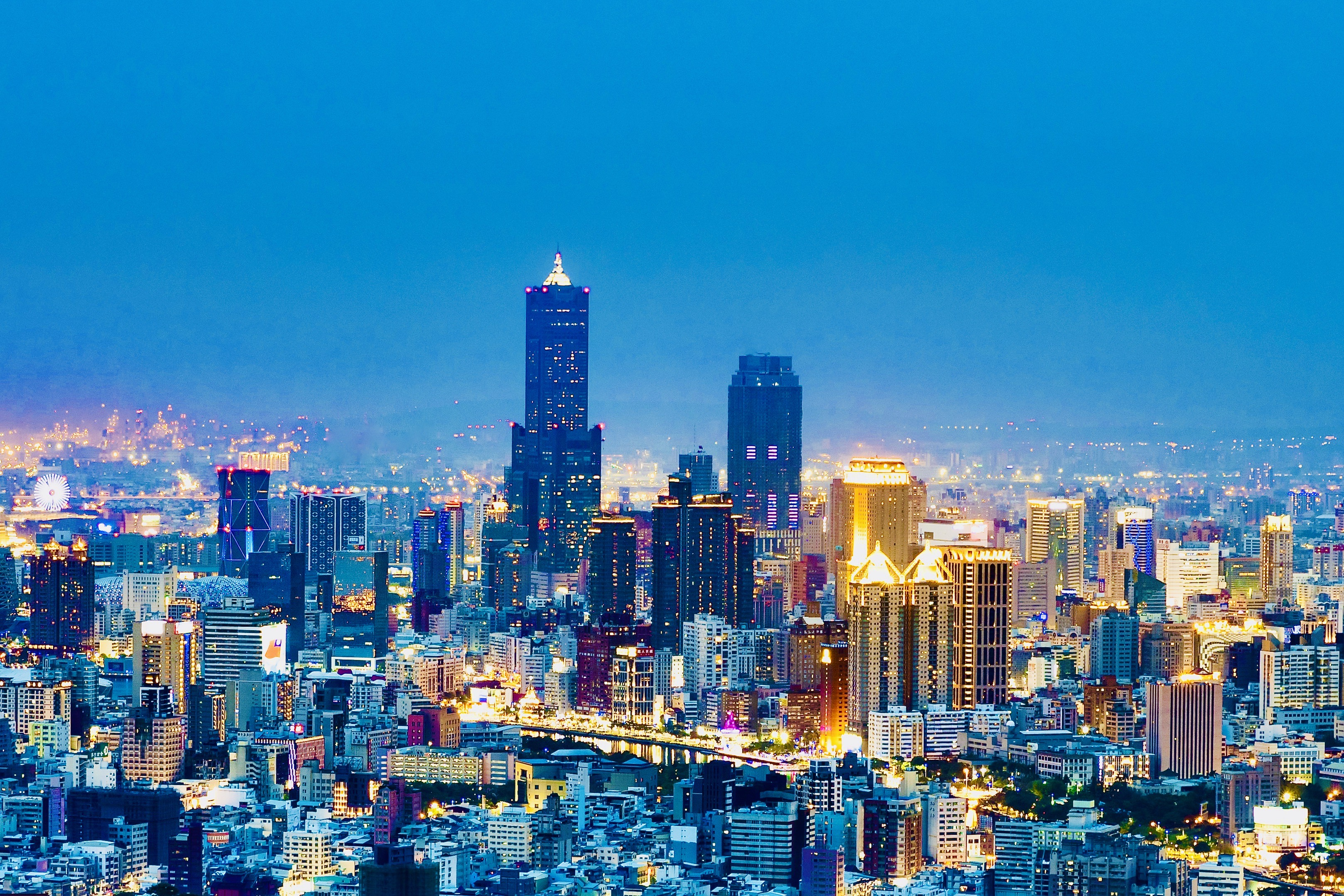
85 Sky Tower nattetid.
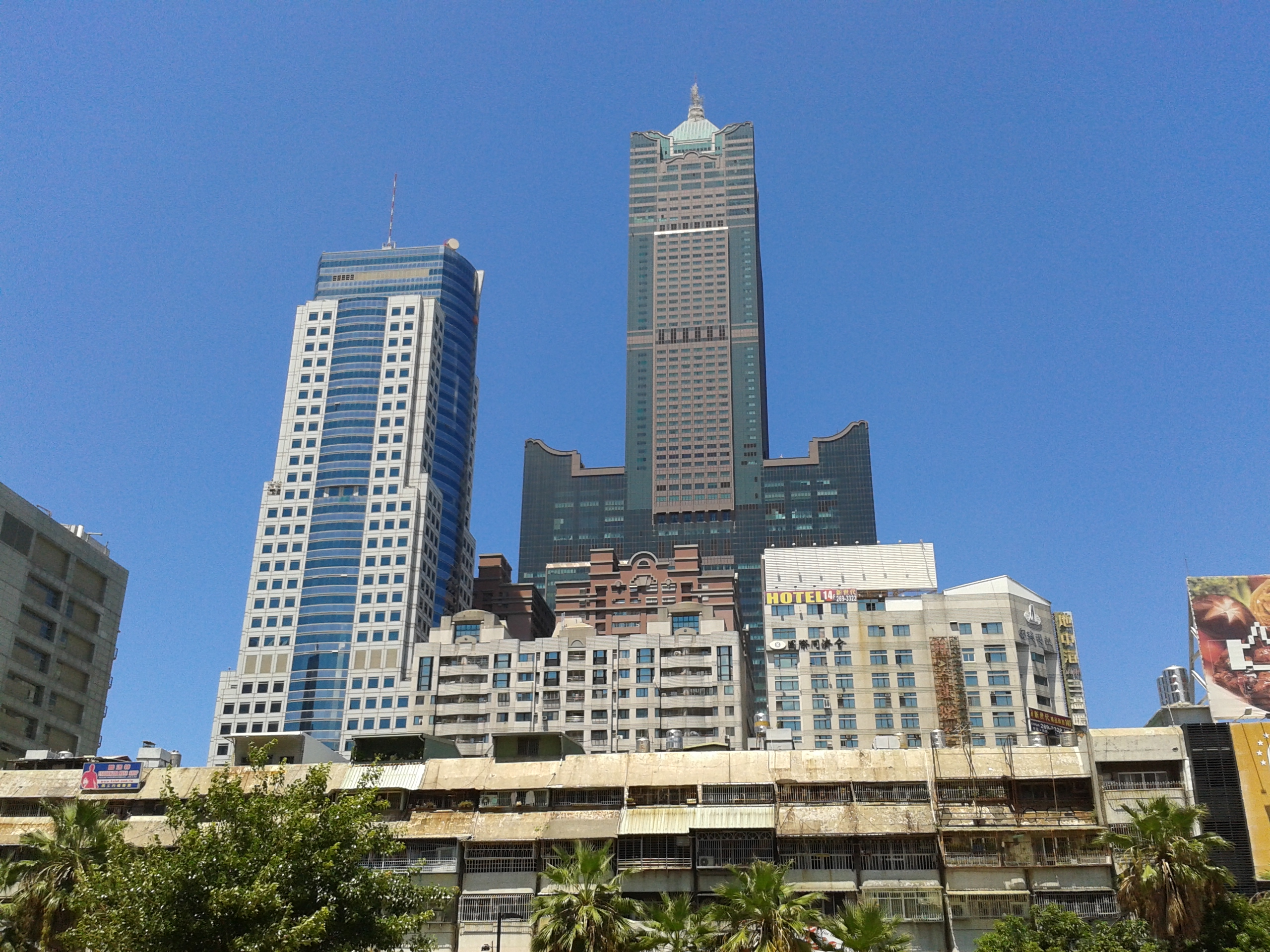
85 Sky Tower dominerar Kaohsiung's skyline.
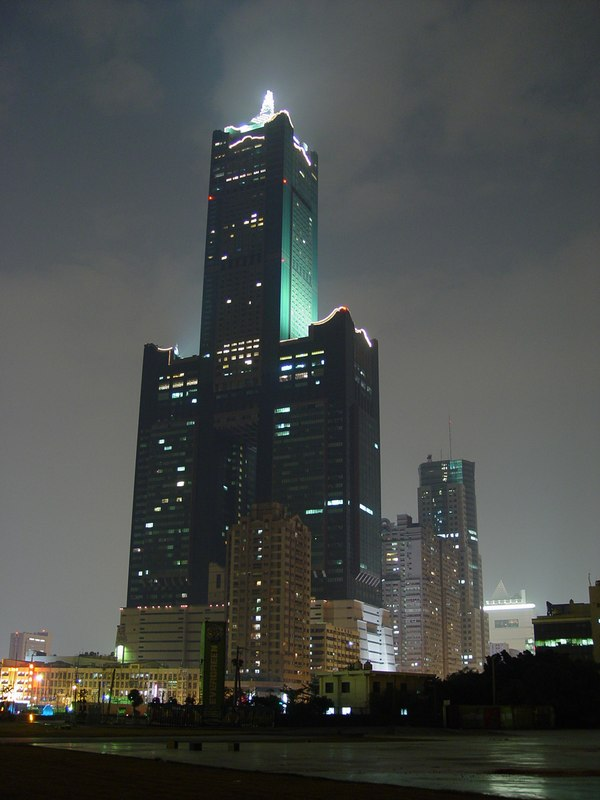
85 Sky Tower i kvällsbelysning
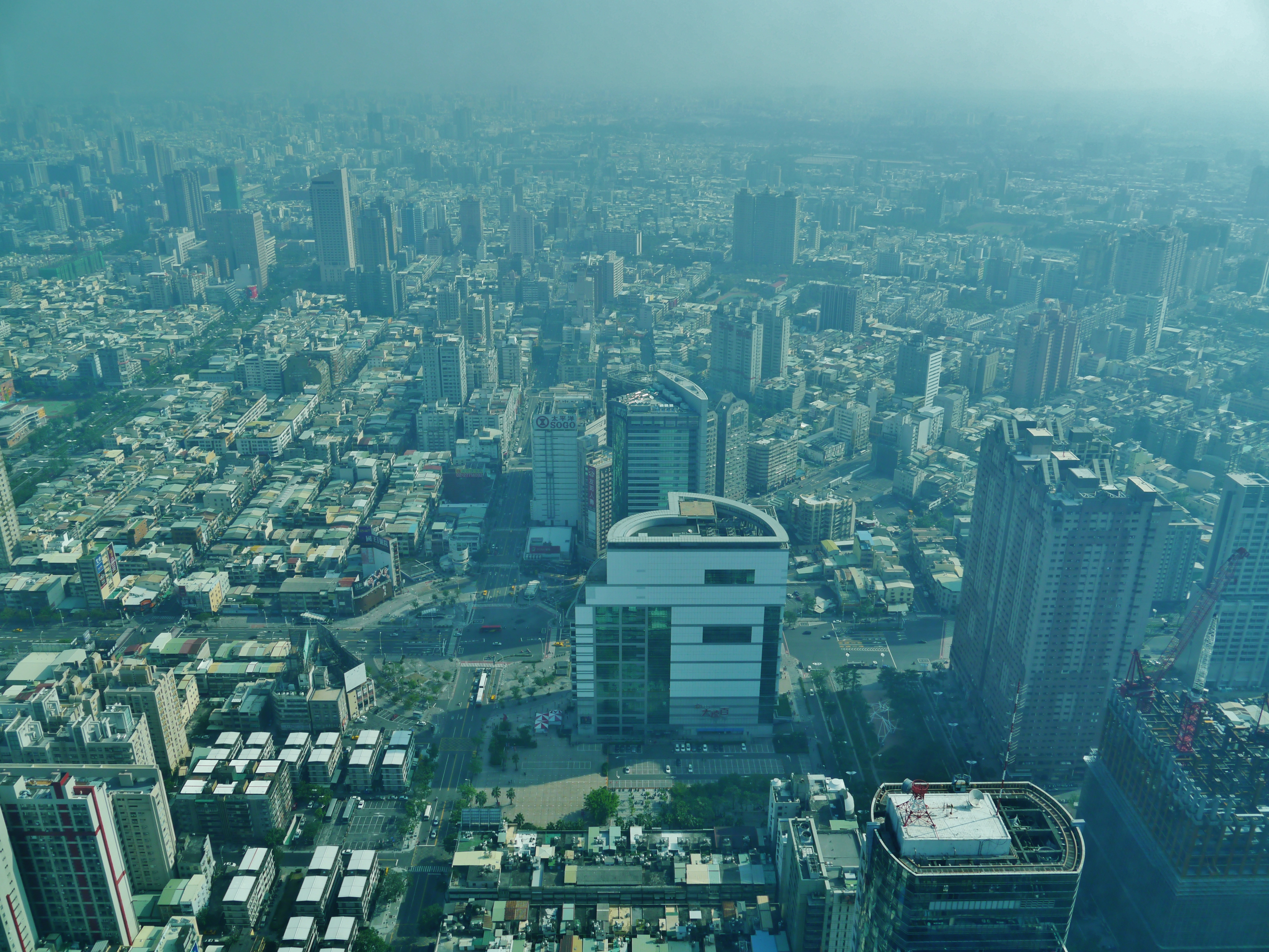
Utsikt över Kaohsiungs gator från 85 Sky Towers utsiktsplats
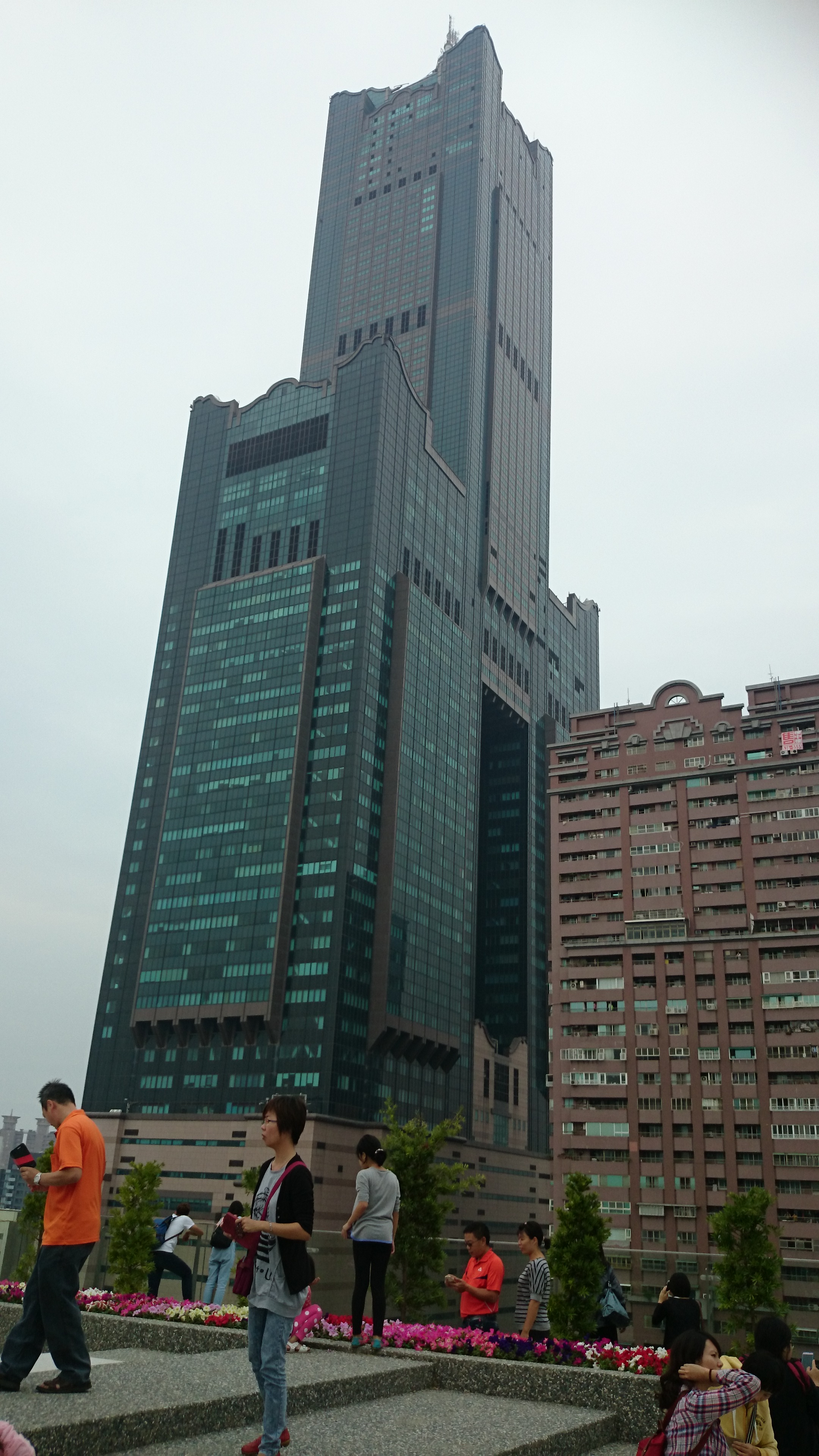
85 Sky Tower sett underifrån
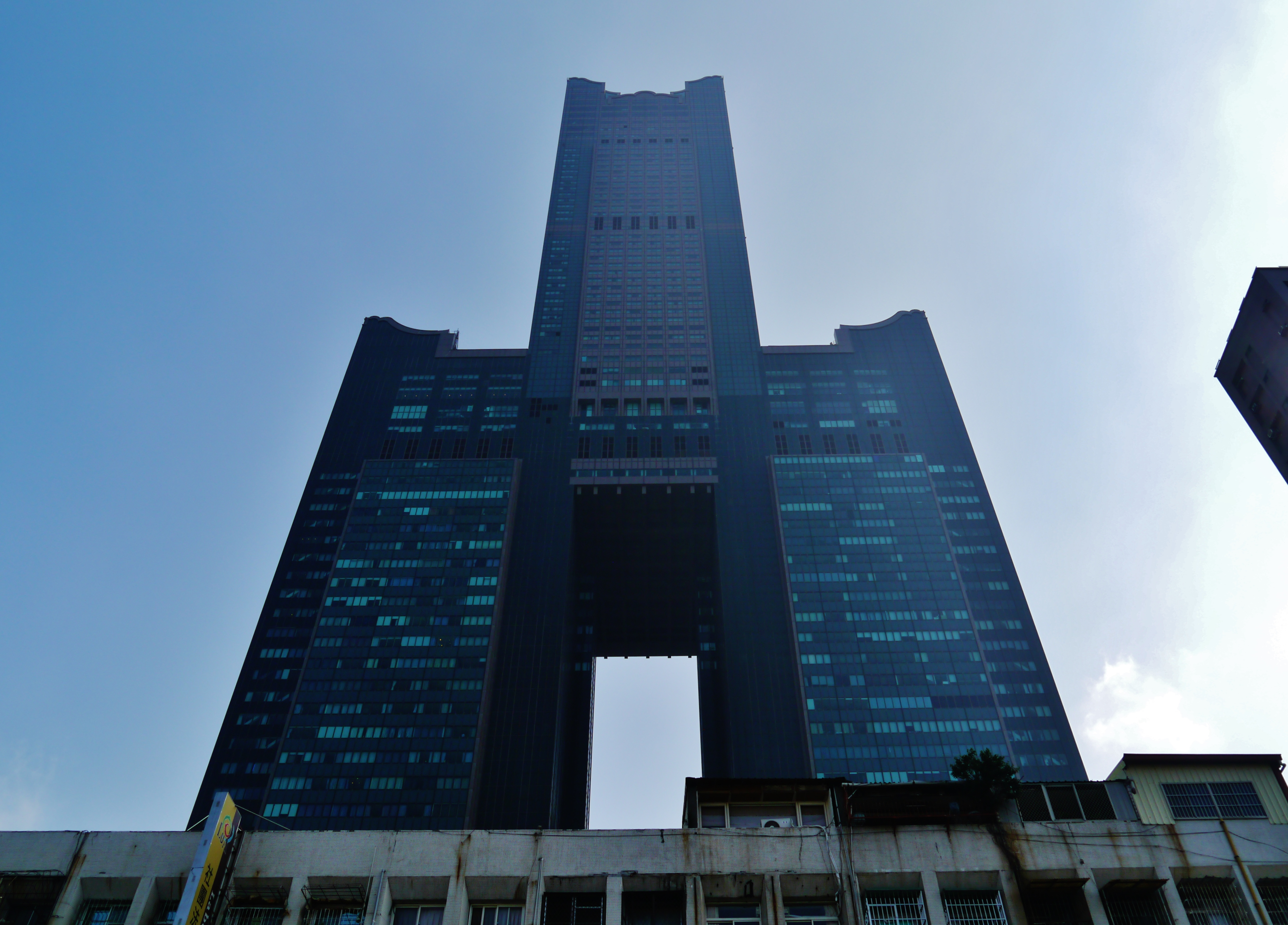
85 Sky Tower sett underifrån
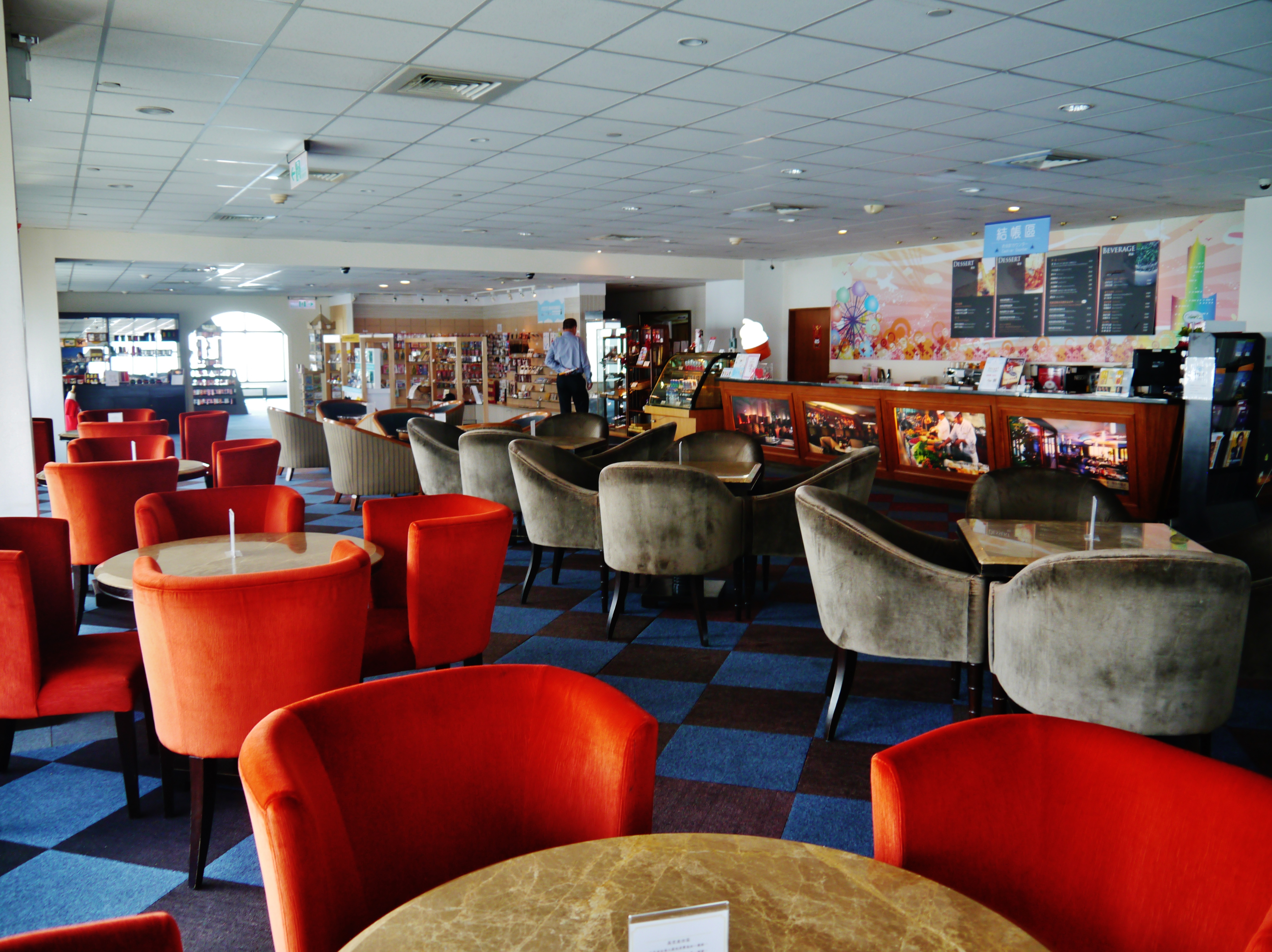
85 Sky Tower utsiktsplats interiör
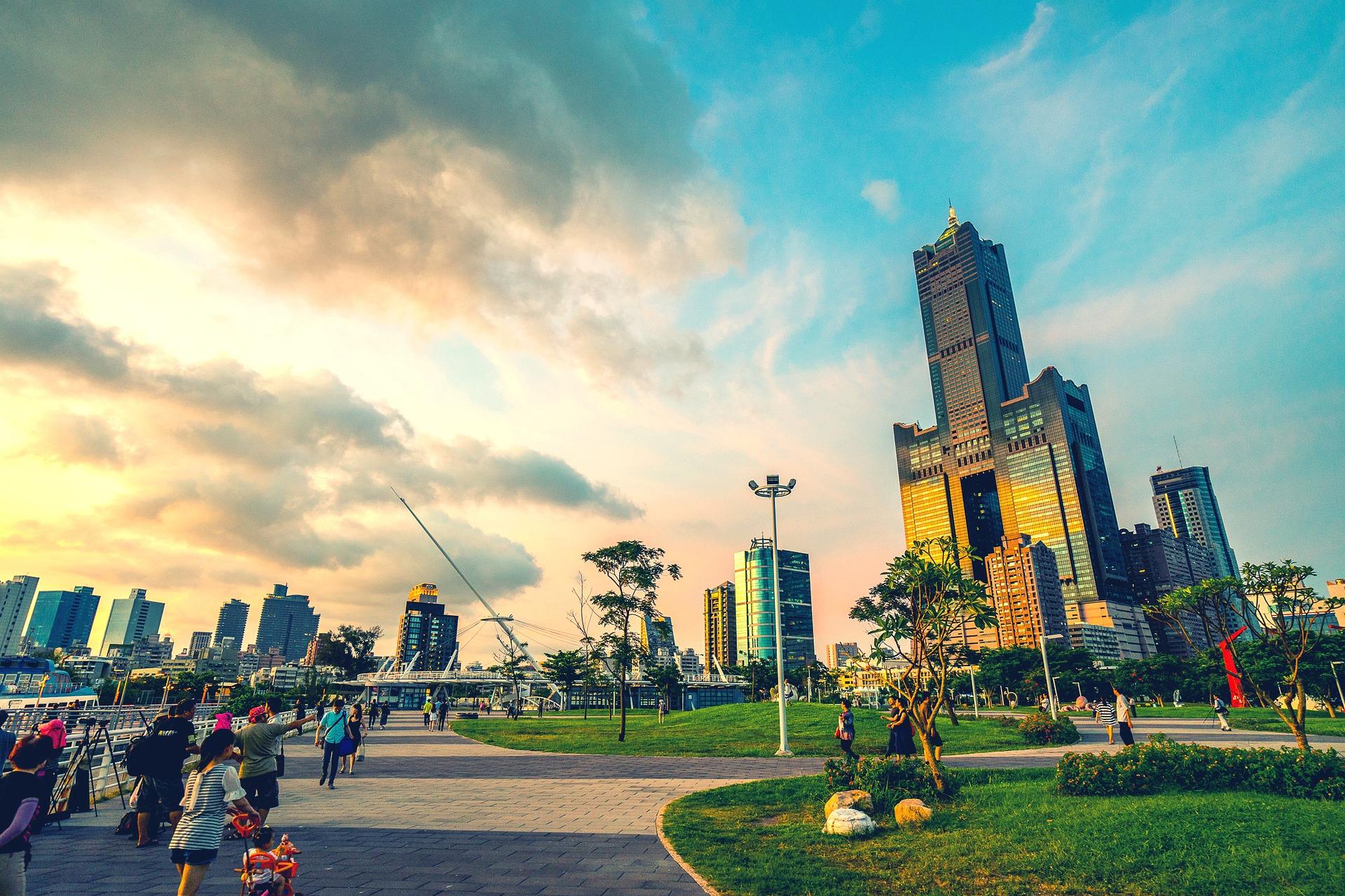
85 Sky Tower vid solnedgången